# Дуэкуэ
Дуэкуэ́ (фр. Duékoué) — город на юго-западе Кот-д’Ивуара, на территории области Муайен-Кавелли. Административный центр одноимённого департамента.

## Географическое положение
Город находится в северо-восточной части области, западнее реки Сасандра, на расстоянии приблизительно 225 километров к западу от столицы страны Ямусукро. Абсолютная высота — 271 метр над уровнем моря.

## Население
По данным переписи 1988 года численность населения города составляла 26 759 человек.
Динамика численности населения города по годам:
| 1975   | 1988   | 2012   |
| ------ | ------ | ------ |
| 13 297 | 26 759 | 76 758 |

## Транспорт
Ближайший аэропорт расположен в городе Гигло.